# شاپرک‌های چهارچشمی
شاپرک‌های چهارچشمی (نام علمی: Carthaea saturnioides) نام یک گونه از راسته پروانه‌سانان است.